# Juan de Grijalva, Mexiko
Juan de Grijalva är en ort i Mexiko.   Den ligger i kommunen Ocozocoautla de Espinosa och delstaten Chiapas, i den sydöstra delen av landet, 700 km öster om huvudstaden Mexico City. Juan de Grijalva ligger 620 meter över havet och antalet invånare är 575.
Terrängen runt Juan de Grijalva är varierad. Runt Juan de Grijalva är det ganska glesbefolkat, med 40 invånare per kvadratkilometer. Närmaste större samhälle är Raudales Malpaso, 17,2 km nordväst om Juan de Grijalva. 